# Anomiopus zaguryi
Anomiopus zaguryi là một loài bọ cánh cứng trong họ Bọ hung (Scarabaeidae).